# Long Beach Grand Prix
Long Beach Grand Prix är en årlig tävling i IndyCar Series i april på Long Beach Circuit i USA.

## Historik
När Long Beach Circuit förlorade USA West Grand Prix i formel 1, valde den engelskfödde promotorn Chris Pook att skriva kontrakt med CART för att arrangera en deltävling i serien på banan. Den första CART-vinnaren på banan blev Mario Andretti. Efterhand blev Long Beach Grand Prix den största stadsbanetävlingen i USA och hade fullsatta läktare. 
Då CART upphörde efter säsongen 2007, flyttades Long Beach Grand Prix till IndyCar Series från och med säsongen 2008.